# Zearchaea
Genre
Zearchaea est un genre d'araignées aranéomorphes de la famille des Mecysmaucheniidae.

## Distribution
Les espèces de ce genre sont endémiques de Nouvelle-Zélande.

## Liste des espèces
Selon World Spider Catalog (version 15.5, 8/11/2014) :
- Zearchaea clypeata Wilton, 1946
- Zearchaea fiordensis Forster, 1955

## Publication originale
- Wilton, 1946 : A new spider of the family Archaeidae from New Zealand. Dominion Museum Records in Entomology, vol. 1, no 3, p. 19-26.